# Švédské hokejové hry 1993
Švédské hokejové hry se konaly od 11. do 14. února 1993 v Stockholmu. Zúčastnili se čtyři reprezentační mužstva, která se utkala jednokolovým systémem každý s každým.

## Výsledky a tabulka
|    |         | SWE     | CZE   | RUS   | CAN    | V | R | P | Skóre | B |
| 1. | Švédsko | Švédsko | 3:2   | 2:4   | 9:2    | 2 | 0 | 1 | 14:8  | 4 |
| 2. | Česko   | 2:3     | Česko | 6:1   | 8:7    | 2 | 0 | 1 | 16:11 | 4 |
| 3. | Rusko   | 4:2     | 1:6   | Rusko | 4:4    | 1 | 1 | 1 | 9:12  | 3 |
| 4. | Kanada  | 2:9     | 7:8   | 4:4   | Kanada | 0 | 1 | 2 | 13:21 | 1 |

### Nejlepší hráči
| Pozice  | Hráč             |
| ------- | ---------------- |
| Brankář | Mikael Sundlöv   |
| Obránce | Antonín Stavjaňa |
| Útočník | Peter Forsberg   |